# Strelitzer Straße 61

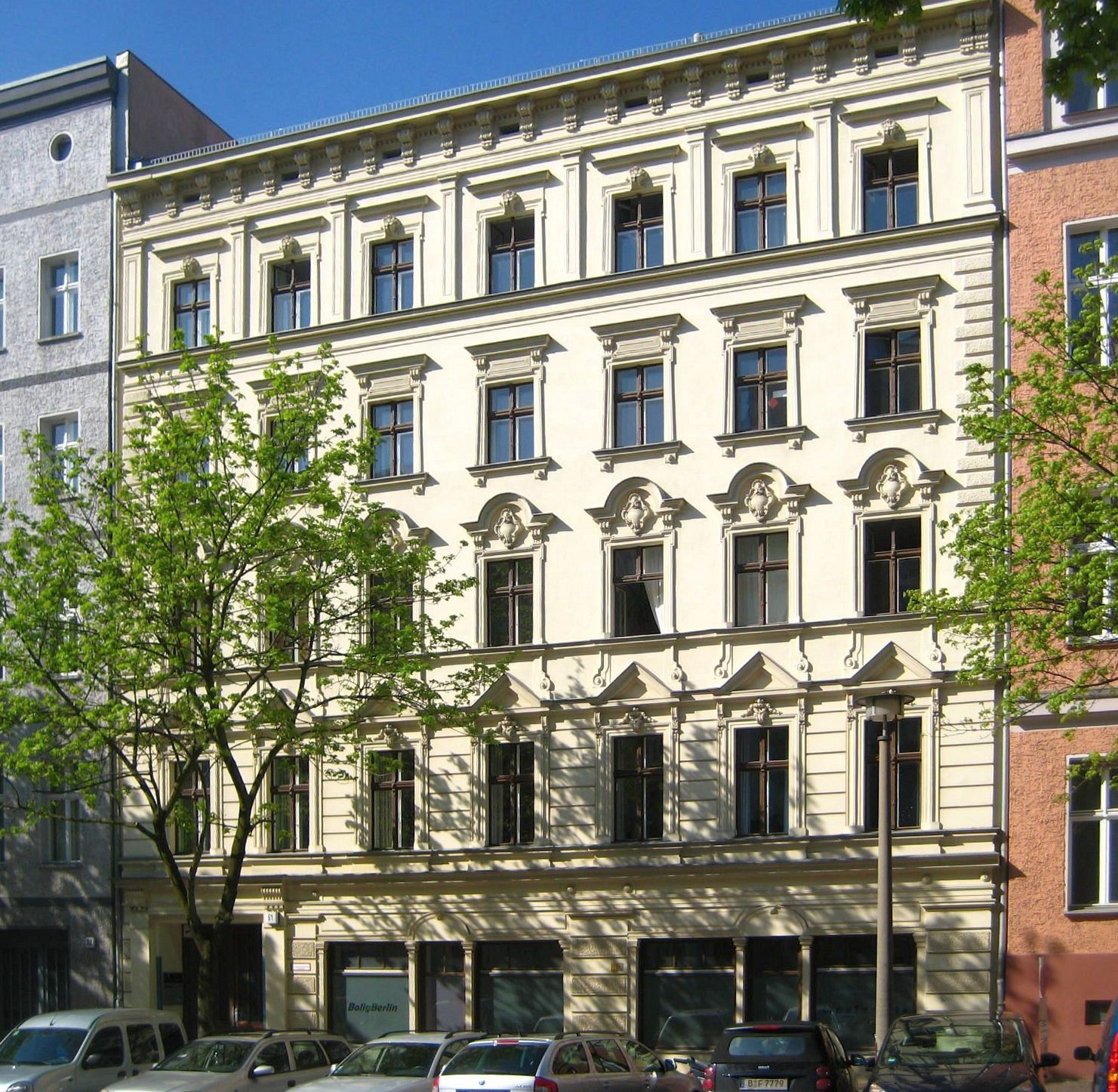
Fassade an der Strelitzer Straße

Das Mietshaus Strelitzer Straße 61 ist ein Wohngebäude im Berliner Ortsteil Mitte. Es befindet sich in der Rosenthaler Vorstadt östlich des Friedhofs der Elisabeth-Gemeinde. Das Gebäude wurde im Jahr 1889 errichtet und ersetzte ein kleines Wohnhaus an selbiger Stelle. Bereits ein Jahr zuvor entstand auf dem Hof ein gewerblich genutztes klinkerverblendetes Fabrikgebäude mit Seitengebäuden, das typisch für die in den 1880er Jahren einsetzende Verdichtung der Bebauung ist. Die das Straßenbild prägende Stuckfassade des Vorderhauses ist die einzig noch erhaltene in der näheren Umgebung.
Das Gebäude in der Strelitzer Straße und der Gewerbebau auf dem Hinterhof sind als Baudenkmal mit der Nummer 09011293 in der Denkmalliste des Berliner Landesdenkmalamtes eingetragen.